# Andy Schneider (Eishockeyspieler, 1972)
Andrew „Andy“ Schneider (* 29. März 1972 in Edmonton, Alberta) ist ein ehemaliger kanadischer Eishockeyspieler, der zuletzt für die Schwenninger Wild Wings in der 2. Eishockey-Bundesliga spielte.

## Karriere
Seine Karriere begann, nachdem er diverse Jugend- und Juniorenteams durchlaufen hatte, in der kanadischen Juniorenliga Western Hockey League bei der Mannschaft der Seattle Thunderbirds. Für diese spielte er in den Spielzeiten 1988/89 und 1989/90 und erzielte dabei in 97 Spielen 17 Tore und 28 Vorlagen. Im Winter der Spielzeit 1989/90 wechselte Schneider zum Ligakonkurrenten Swift Current Broncos, dem er vier Jahre lang treu blieb. Hier gelang ihm auch der Sprung in die zweithöchste nordamerikanische Spielklasse, der American Hockey League. Dort war er für die New Haven Senators und die Prince Edward Island Senators tätig.
Im Jahr 1994 bekam er sogar die Chance, im kanadischen Nationalteam und für 10 Spiele beim NHL-Team Ottawa Senators zu spielen, konnte sich aber weder auf internationalem noch auf NHL-Niveau durchsetzen. Nach zwei weiteren Jahren des Umherwanderns in der unterklassigen International Hockey League (bei Minnesota Moose und Manitoba Moose) und einem Gastspiel in Schweden bei Leksands IF startete er 1997 bei den Revierlöwen Oberhausen in der Deutschen Eishockey Liga einen Neuanfang. Von da an blieb er der DEL treu, und dies überaus erfolgreich. Von 1997 bis 2000 war er für die Schwenninger Wild Wings tätig, kam dort in 129 Spielen auf 39 Tore und 86 Vorlagen.
Nach einem Wechsel zu den München Barons, die 2002 nach Hamburg umzogen waren, ging er mit zu den Hamburg Freezers. Dort avancierte er zum Top-Scorer (104 Spiele, 37 Tore, 60 Vorlagen) und äußert wertvollen Spieler für die Mannschaft aus Hamburg, da er vor allem die Offensive belebte, aber auch defensiv und in Überzahl seiner Mannschaft wertvolle Dienste erwies. 2004 erhielt er ein Vertragsangebot von den DEG Metro Stars, die den Top-Scorer zu sich lotsen wollten. Schneider nahm den Vertrag über drei Jahre an, und in Düsseldorf hoffte man auf einen großen Namen.
Bei der DEG konnte Schneider nicht mehr überzeugen und spielte eine schlechte Saison. Nach diesem Seuchenjahr, wie er es selbst nannte, gelobte Schneider Besserung und bekannte, den Fans zeigen zu wollen, warum man ihn nach Düsseldorf geholt hatte. Dieses Versprechen konnte er einhalten, da er in der Saison 2005/06 wie ausgewechselt und oftmals durch schöne Tore und gute Leistung überzeugte. Waren es in der Spielzeit 2004/05 nur 7 Tore und 24 Vorlagen gewesen, so steigerte er sich – obwohl er zeitweise verletzt war – auf 12 Tore und 25 Vorlagen.
Schneider hatte eine im Vertrag verankerte, einseitige Option gezogen und wollte eigentlich bis 2008 bleiben. Seine Leistungen in der Saison 2006/07 waren jedoch erneut schwach und man kritisierte seine oft lustlose Spielweise. Aus diesem Grund wurde sein Vertrag vorzeitig aufgelöst, so dass er nach der Saison 2006/07 die DEG Metro Stars verließ und zum EC KAC nach Österreich wechselte. In der Saison 2008/09 wurde Schneider Österreichischer Meister und war – vor allem in den Play-offs – ein wichtiger Spieler in den Reihen des KAC. Im September 2009 wurde Schneider bei einem harten Check von Benoît Gratton verletzt. Er zog sich eine Gehirnerschütterung zu und hatte danach mit den Folgen zu kämpfen. Ende Januar 2011 kehrte er zu seiner alten Wirkungsstätte nach Schwenningen zu den Wild Wings zurück. Am 19. April 2011 gab er nach dem letzten Playoff-Spiel bekannt, dass er seine Profikarriere beenden wird.

## Erfolge und Auszeichnungen
| - 1993 WHL East Second All-Star Team - 1993 WHL Playoff MVP - 2001 Deutscher Vizemeister mit den München Barons - 2002 Teilnahme am DEL All-Star Game | - 2003 Teilnahme am DEL All-Star Game - 2006 Deutscher Vizemeister mit den DEG Metro Stars - 2009 Österreichischer Meister mit dem EC KAC |

## NHL-Statistik
(Stand: Ende der Saison 2008/09)